# Gefrees

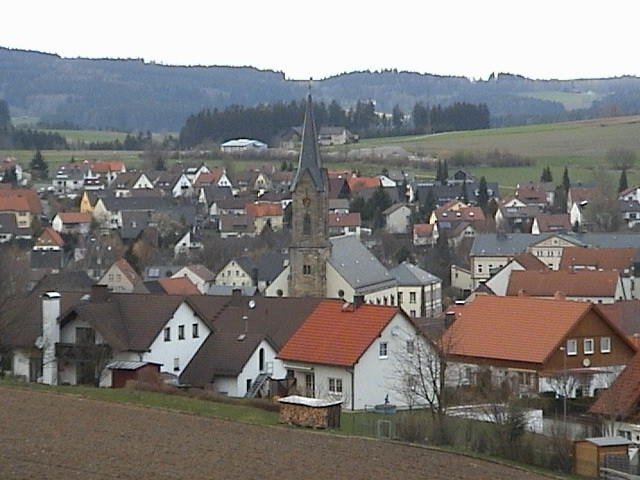
Gefrees von Südosten gesehen

Gefrees (ⓘ) ist eine Stadt im Landkreis Bayreuth (Regierungsbezirk Oberfranken, Bayern).

## Geografie

### Geografische Lage
Die Stadt liegt am äußeren Hang des westlichen Hufeisenschenkels des Fichtelgebirges zwischen Waldstein und Ochsenkopf. Im Norden öffnet sich die Münchberger Gneisplatte, von Westen nähern sich Ausläufer des Frankenwaldes und im Süden erstreckt sich nach Westen das Maintal.
Durchs Stadtgebiet fließen Ölschnitz, Lübnitz und Kornbach. Letzterer kommt aus dem gleichnamigen Gefreeser Gemeindeteil und fließt in der Stadt der Lübnitz zu, die zwischen Böseneck und der Entenmühle in die Ölschnitz mündet.

### Gemeindegliederung
Es gibt 44 Gemeindeteile (in Klammern ist der Siedlungstyp angegeben):
- Ackermannshof (Weiler)
- Bechertshöfen (Einöde)
- Böseneck (Dorf)
- Bucheck (Weiler)
- Entenmühle (Weiler)
- Falls (Dorf)
- Gefrees (Hauptort)
- Gottmannsberg (Dorf)
- Grünhügel (Einöde)
- Grünstein (Dorf)
- Haidlas (Weiler)
- Hämmerlas (Einöde)
- Hermersreuth (Weiler)
- Hinterbug (Einöde)
- Hinterer Kesselberg (Einöde)
- Höflas (Weiler)
- Hollenreuth (Weiler)
- Hutschenreuth (Einöde)
- Kastenmühle (Einöde)
- Kirschbaum (Einöde)
- Knopfhammer (Einöde)
- Kornbach (Dorf)
- Lübnitz (Dorf)
- Lützenreuth (Dorf)
- Metzlersreuth (Dorf)
- Meyerhof (Einöde)
- Mittelbug (Weiler)
- Neubau (Einöde)
- Neuenreuth (Weiler)
- Oberbug (Weiler)
- Oberneuenreuth (Einöde)
- Petzet (Einöde)
- Sand (Einöde)
- Schamlesberg (Dorf)
- Schweinsbach (Einöde)
- Stein (Kirchdorf)
- Streitau (Pfarrdorf)
- Streitauermühle (Einöde)
- Unterbug (Weiler)
- Vorderer Kesselberg (Einöde)
- Wagnerseinzel (Einöde)
- Witzleshofen (Dorf)
- Wundenbach (Dorf)
- Zettlitz (Dorf)

Die Einöden Brand und Brandhof zählen zum Gemeindeteil Zettlitz, die Einöde Lochnerseinzel zum Gemeindeteil Lützenreuth, der Weiler Lübnitzer Mühle zum Gemeindeteil Lübnitz, die Einöde Moos zum Gemeindeteil Stein. Cremitz ist mittlerweile in den Gemeindeteil Gefrees aufgegangen. Berngrün, Langenzell und 
Putzenreuth sind Wüstungen auf dem Gemeindegebiet von Gefrees.
Es gibt auf dem Gemeindegebiet die Gemarkungen Falls, Gefrees, Grünstein, Kornbach, Lützenreuth, Metzlersreuth, Streitau, Witzleshofen, Wundenbach und Zettlitz. Die Gemarkung Gefrees hat eine Fläche von 5,311 km². Sie ist in 2214 Flurstücke aufgeteilt, die eine durchschnittliche Flurstücksfläche von 2398,88 m² haben. In ihr liegt neben dem namensgebenden Ort der Gemeindeteil Oberneuenreuth.

### Nachbargemeinden
Im nördlichsten „Zipfel“ des Landkreises Bayreuth gelegen, etwa 26 Kilometer nördlich der Kreisstadt Bayreuth, umgeben Gefrees im Süden die Gemeinde Bischofsgrün und die Stadt Bad Berneck im Fichtelgebirge, im Westen der Landkreis Kulmbach mit dem Markt Marktschorgast, im Norden der Landkreis Hof mit den Märkten Stammbach und Zell und im Osten der Landkreis Wunsiedel im Fichtelgebirge mit der Stadt Bad Weißenstadt.

## Name
Der Ortsname leitet sich vom mittelhochdeutschen Wort Gevreatze her, was „Fressen“ oder „Schlemmerei“ bedeutet. Die Lage an einer bedeutenden Straßenkreuzung von europäischer Dimension prägte den Ort und machte ihn zum Rastplatz.

## Geschichte

Ortsansicht um 1900

Einweihung des Bahnhofs (1902)

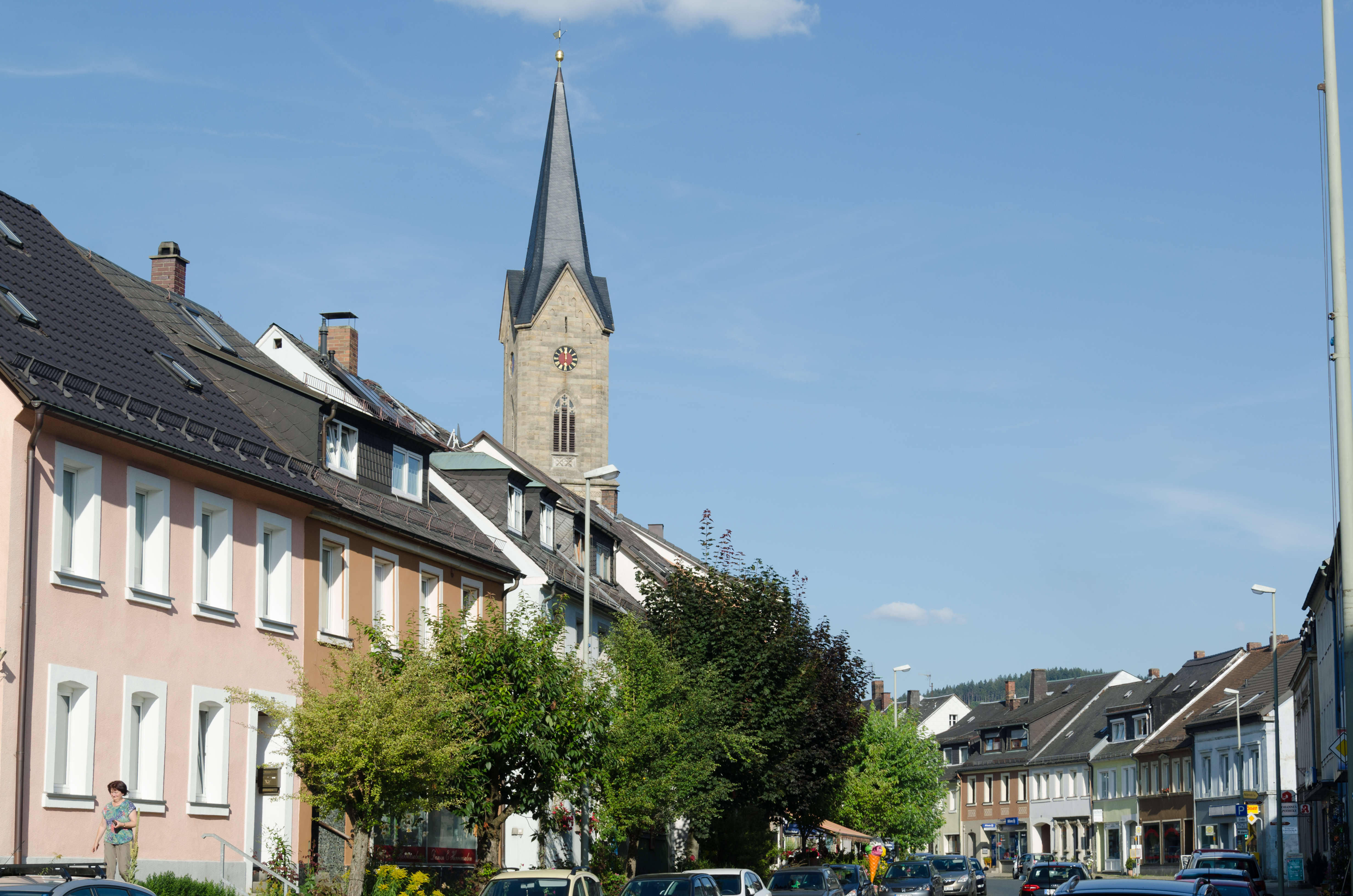
Hauptstraße in der Ortsmitte

Seit 1336 gehörte Gefrees zur Herrschaft der zollernschen Burggrafen von Nürnberg, der späteren Markgrafen von Brandenburg-Bayreuth. 1366 wurde der Ort in einem Schiedsspruch, der einen Streit zwischen den Pfarreien Marktschorgast und Münchberg um die Zuständigkeit für Gefrees beendete, erstmals schriftlich erwähnt. In Urkunden aus den Jahren 1403 und 1444 wird Gefrees Stadt genannt. Ab 1500 lag die Stadt im Fränkischen Reichskreis.
1557 waren die Einwohner noch gehalten, ihr Bier aus Bayreuth zu beziehen, 1581 wurde bereits Ungeld, eine Steuer auf im Ort gebrautes Bier, gezahlt. Im Jahr 1692 wurden fünf Gasthöfe erwähnt, 1721 gab es eine Apotheke. 1875 waren in Gefrees mit damals etwa 1500 Einwohnern 16 Bäcker und 27 Metzger ansässig.
Im Verlauf des Dreißigjährigen Kriegs wurde Gefrees mehrmals geschädigt, so z. B. 1632 von 200 einfallenden Kroaten. Im Mai 1815 kehrte Napoleon auf dem Weg nach Preußen und 1838 Zarewitsch Alexander von Russland im Ort ein.
Gegen Ende des 18. Jahrhunderts bestand Gefrees aus 130 Anwesen, eine Pfarrkirche und ein Pfarrhaus. Die Hochgerichtsbarkeit und die Dorf- und Gemeindeherrschaft stand dem bayreuthischen Stadtvogteiamt Gefrees zu. Grundherren waren
- die Gemeinde: 1 Rathaus, 1 Hirtenhaus, 2 Brauhäuser, 1 Schulhaus;
- der Bürgermeister und Rat Gefrees: 1 Söldengut, 1 Brandstätte, 1 Mühle, 65 Häuser, 7 Häuslein, 14 halbe Häuser, 24 Tropfhäuser, 2 halbe Tropfhäuser, 5 Gasthöfe;
- das Kastenamt Gefrees: 1 Mühle, 1 Haus, 1 Tropfhaus.[9]

Das Oberamt des seit 1792 preußischen Fürstentums Bayreuth fiel mit diesem im Frieden von Tilsit 1807 an Frankreich und wurde 1810 von Napoleon an das Königreich Bayern verkauft. 1809 fand die Schlacht bei Gefrees statt, in deren Verlauf 6000 Österreicher der Einkesselung durch 7500 Franzosen entgehen konnten. Etwa 2400 Tote oder Verwundete wurden gezählt.
Von 1797 bis 1810 unterstand Gefrees dem Justiz- und Kammeramt Gefrees. Mit dem Gemeindeedikt wurde 1812 der Steuerdistrikt Gefrees gebildet. Zu diesem gehörten Böseneck, Cremitz, Neuenreuth und Oberneuenreuth. Zugleich entstand die Munizipalgemeinde Gefrees, zu der Cremitz, Kastenmühle und Oberneuenreuth gehörten. Sie war in Verwaltung und Gerichtsbarkeit dem Landgericht Gefrees zugeordnet und in der Finanzverwaltung dem Rentamt Gefrees. 1827 wurde Kastenmühle an die Ruralgemeinde Grünstein abgegeben. 1840 wurde die Gemeinde Gefrees an das Landgericht Berneck und an das Rentamt Marktschorgast überwiesen (1919 in Finanzamt Marktschorgast umbenannt). Ab 1862 gehörte Gefrees zum Bezirksamt Berneck. Die Gerichtsbarkeit blieb beim Landgericht Berneck (1879 in Amtsgericht Berneck umgewandelt).
Vor 1872 standen die Häuser mit den Giebeln zur Hauptstraße, die Kirche hingegen parallel zu ihr. Nahe der Kirche befand sich das alte Rathaus. Beim verheerenden Stadtbrand jenes Jahres wurde der Ort fast vollständig zerstört. Ein neues Rathaus entstand an anderer Stelle, die Ausrichtung der Häuser und der 1878 neu errichteten Johanneskirche änderte sich. Gewerbe und Industrie, u. a. die Möbelfabrik Großmann, verliehen dem Ort zunehmend Bedeutung.
1929 wurde das Bezirksamt Berneck aufgelöst und Gefrees an das Bezirksamt Bayreuth (1939 in Landkreis Bayreuth umbenannt) und das Finanzamt Bayreuth überwiesen.
Gegen Ende des Zweiten Weltkriegs wurden im März 1945 sowjetische und britische Kriegsgefangene auf einem Todesmarsch durch den Landkreis Münchberg getrieben. Viele von ihnen starben an Entkräftung, wer nicht mehr laufen konnte, wurde ermordet. 1947 entdeckte die US-Militärregierung auf dem alten Friedhof von Gefrees ein Massengrab von 45 bis 48 russischen Soldaten, fünf Einzelgräber russischer Kriegsgefangener lagen bei Lützenreuth.
1964 hatte die Gemeinde eine Fläche von 13,476 km². Am 1. Juli 1972 kam Gefrees an den Landkreis Bayreuth.

### Eingemeindungen
Bereits am 1. August 1926 wurde Wundenbach eingemeindet. Grünstein folgte am 1. April 1927. Im Zuge der Gebietsreform in Bayern wurden am 1. Juli 1971 die Gemeinden Lützenreuth und Zettlitz eingegliedert. Am 1. Juli 1972 kam Kornbach hinzu. Metzlersreuth folgte am 1. Januar 1973, die Gemeinden Falls, Streitau und Witzleshofen wurden am 1. Mai 1978 eingegliedert.

### Einwohnerentwicklung
Im Zeitraum von 1988 bis 2018 sank die Einwohnerzahl von 4731 auf 4332 um 399 bzw. um 8,4 %. Ein Höchststand wurde am 31. Dezember 1995 mit 4992 Einwohnern erreicht.
Gemeinde Gefrees
| Jahr      | 1812   | 1840   | 1852   | 1861   | 1867   | 1871   | 1875   | 1880   | 1885   | 1890   | 1895   | 1900   | 1905   | 1910   | 1919   | 1925   | 1933   | 1939   | 1946   | 1950   | 1961   | 1970   | 1987   | 2007   | 2010   | 2015   | 2021   |
| Einwohner | 1157   | 1554   | 1474   | 1460   | 1518   | 1520   | 1576   | 1560   | 1551   | 1442   | 1389   | 1457   | 1643   | 1583   | 1502   | 1602   | 2118   | 2139   | 2968   | 3074   | 2848   | 3053   | 4744   | 4694   | 4624   | 4443   | 4271   |
| Häuser    | 146    |        |        |        |        | 188    |        |        | 175    | 172    |        | 171    |        |        |        | 212    |        |        |        | 357    | 465    |        | 1342   |        |        | 1487   | 1508   |
| Quelle    | [ 11 ] | [ 19 ] | [ 19 ] | [ 20 ] | [ 21 ] | [ 22 ] | [ 23 ] | [ 24 ] | [ 25 ] | [ 26 ] | [ 19 ] | [ 27 ] | [ 19 ] | [ 28 ] | [ 19 ] | [ 29 ] | [ 30 ] | [ 30 ] | [ 30 ] | [ 31 ] | [ 14 ] | [ 32 ] | [ 33 ] | [ 34 ] | [ 34 ] | [ 34 ] | [ 35 ] |

Ort Gefrees
| Jahr      | 001812 | 00 1819 | 001861 | 001871 | 001885 | 001900 | 001925 | 001950 | 001961 | 001970 | 001987 | 002017 |
| Einwohner | 1125   | 1103 *  | 1426   | 1487   | 1514   | 1435   | 1457   | 2543 * | 2302 * | 2622   | 2747   | 2613   |
| Häuser    | 142    |         |        |        | 170    | 167    | 193    | 279 *  | 374 *  |        | 710    |        |
| Quelle    | [ 11 ] | [ 36 ]  | [ 20 ] | [ 22 ] | [ 25 ] | [ 27 ] | [ 29 ] | [ 31 ] | [ 14 ] | [ 32 ] | [ 33 ] | [ 37 ] |

## Politik

### Stadtrat
Die Kommunalwahlen seit 2002 ergaben folgende Stimmenanteile und Sitzverteilungen im Stadtrat:
| Wahltag       | CSU   | CSU   | SPD   | SPD   | FW    | FW    | WG Gefrees-Land | WG Gefrees-Land | Junge Liste | Gesamt | Wahl- beteiligung | Listenverbindungen                           |
| Wahltag       | %     | Sitze | %     | Sitze | %     | Sitze | %               | Sitze           | Sitze       | Gesamt | Wahl- beteiligung | Listenverbindungen                           |
| ------------- | ----- | ----- | ----- | ----- | ----- | ----- | --------------- | --------------- | ----------- | ------ | ----------------- | -------------------------------------------- |
| 15. März 2020 | 23,71 | 4     | 25,91 | 4     | 24,81 | 4     | 25,57           | 4               | –           | 16     | 67,79 %           |                                              |
| 16. März 2014 | 25,0  | 4     | 39,6  | 6     | 16,3  | 3     | 19,1            | 3               | –           | 16     | 61,3 %            |                                              |
| 2. März 2008  |       | 5     |       | 6     |       | 2     |                 | 2               | 1           | 16     |                   | CSU und WG Gefrees-Land, SPD und Junge Liste |
| 3. März 2002  |       | 5     |       | 7     |       | 2     |                 | 2               | –           | 16     |                   | CSU und Wahlgemeinschaft Gefrees-Land        |

### Bürgermeister
- 1960–1975 Robert Brey
- 1975–1984 Arthur Peetz
- 1984–2002 Rudolf Ruckdeschel (CSU)
- 2002–2020 Harald Schlegel (SPD)
- seit 2020 Oliver Dietel (Wahlgemeinschaft Gefrees-Land)[39]

### Wappen und Flagge
Wappen
| Wappen der Stadt Gefrees | Blasonierung: „Gespalten; vorne geviert von Schwarz und Silber; hinten in Gold über einer roten Zinnenmauer eine wachsende, rot bewehrte schwarze Bracke mit rotem Halsband, darauf die Inschrift GEFREES.“ |
| Wappen der Stadt Gefrees | Wappenbegründung: Im Jahr 1466 wurde ein Siegel erwähnt, von dem allerdings keine Abdrucke überliefert sind. Der erste überlieferte Abdruck stammt aus der Zeit um 1550. Er zeigt die Umschrift „SIGILL DES MARCKTS ZVM GEFREES“ und im gespaltenen Schild die Zollernvierung und die Bracke, die seit 1317 die Helmzier des burggräflichen Wappens ist. Die Farben sind durch eine Zeichnung von 1581 überliefert. Zwei fehlerhafte Siegel mit der Jahreszahl 1636 machten aus der Bracke einen Löwen. Mit Ministerialentschließung von 1819 wurde die vordere Hälfte in den bayerischen Landesfarben Silber und Blau geschacht, der Löwe stand golden in rotem Feld. Im Jahr 1928 führte man den Zollernschild ohne Genehmigung wieder ein. Der Löwe wurde als das Wappentier der Grafen von Orlamünde oder der Burggrafen von Nürnberg fehlgedeutet. Nach einem Stadtratsbeschluss von 1952 erfolgte die Wiederannahme des alten Wappens. |

Flagge
Die Gemeindeflagge ist schwarz-weiß.

## Kultur und Sehenswürdigkeiten

### Bau- und Bodendenkmäler

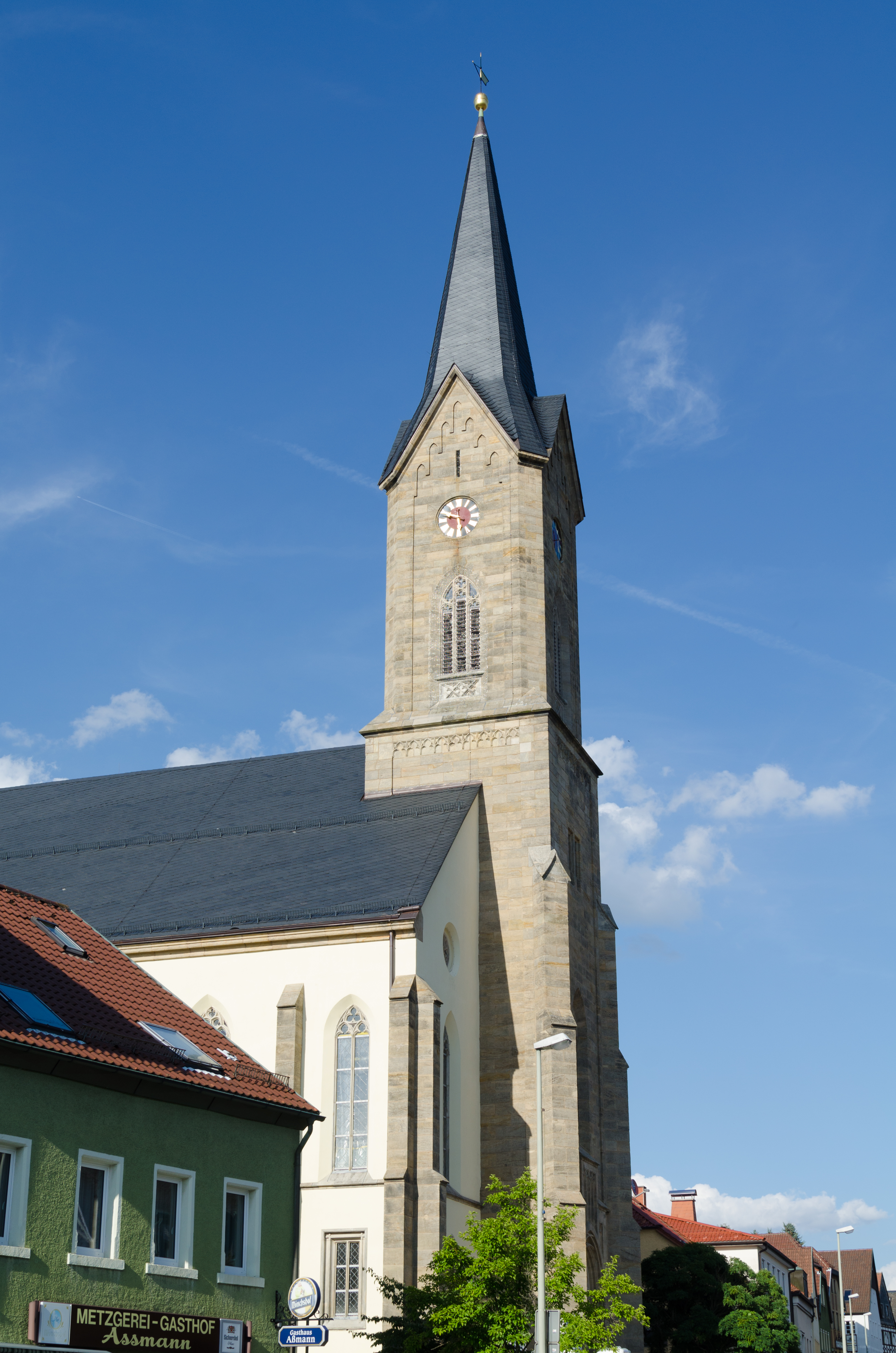
Evangelisch-lutherische Stadtpfarrkirche
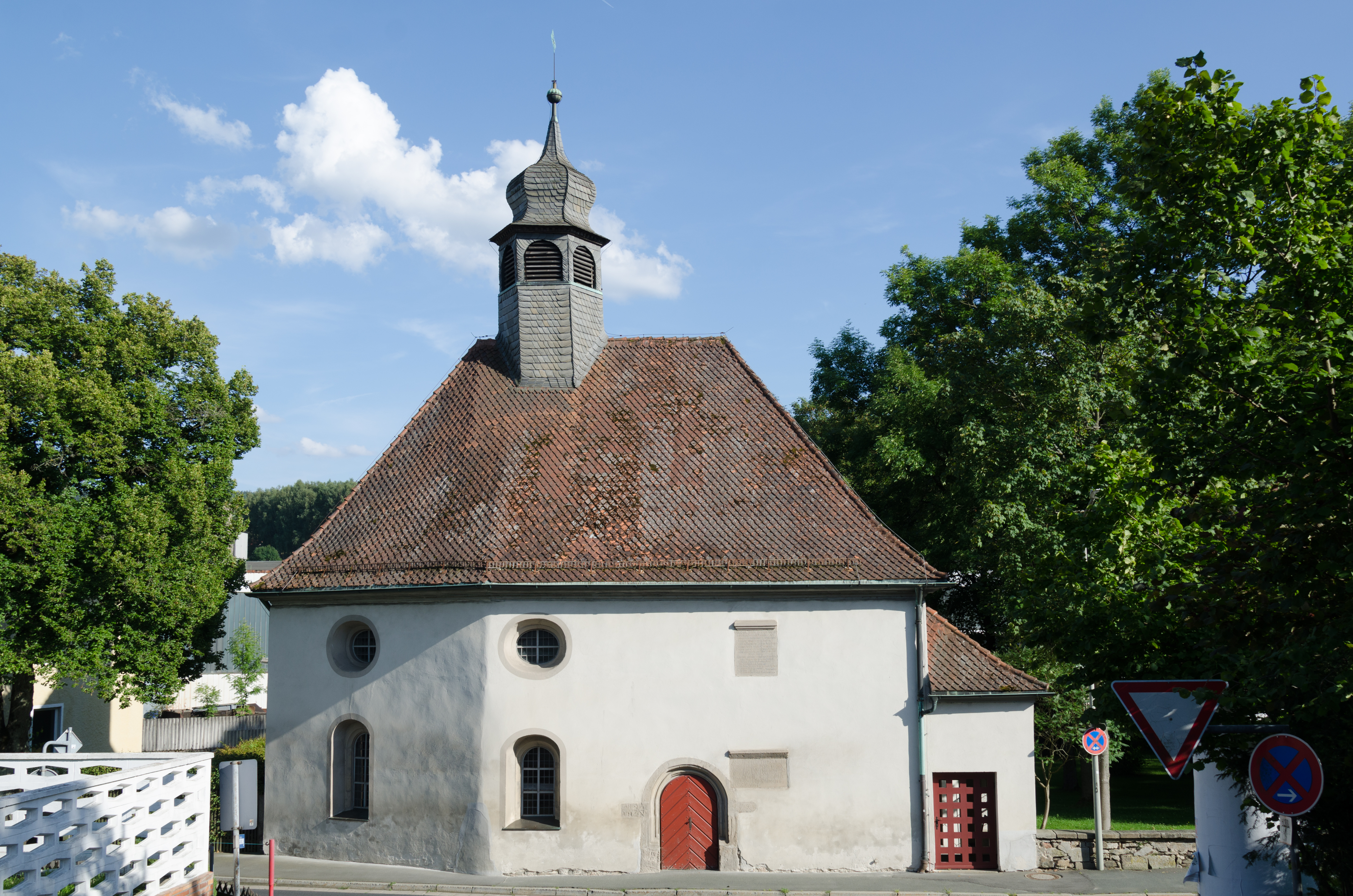
Evangelisch-lutherische Friedhofskirche
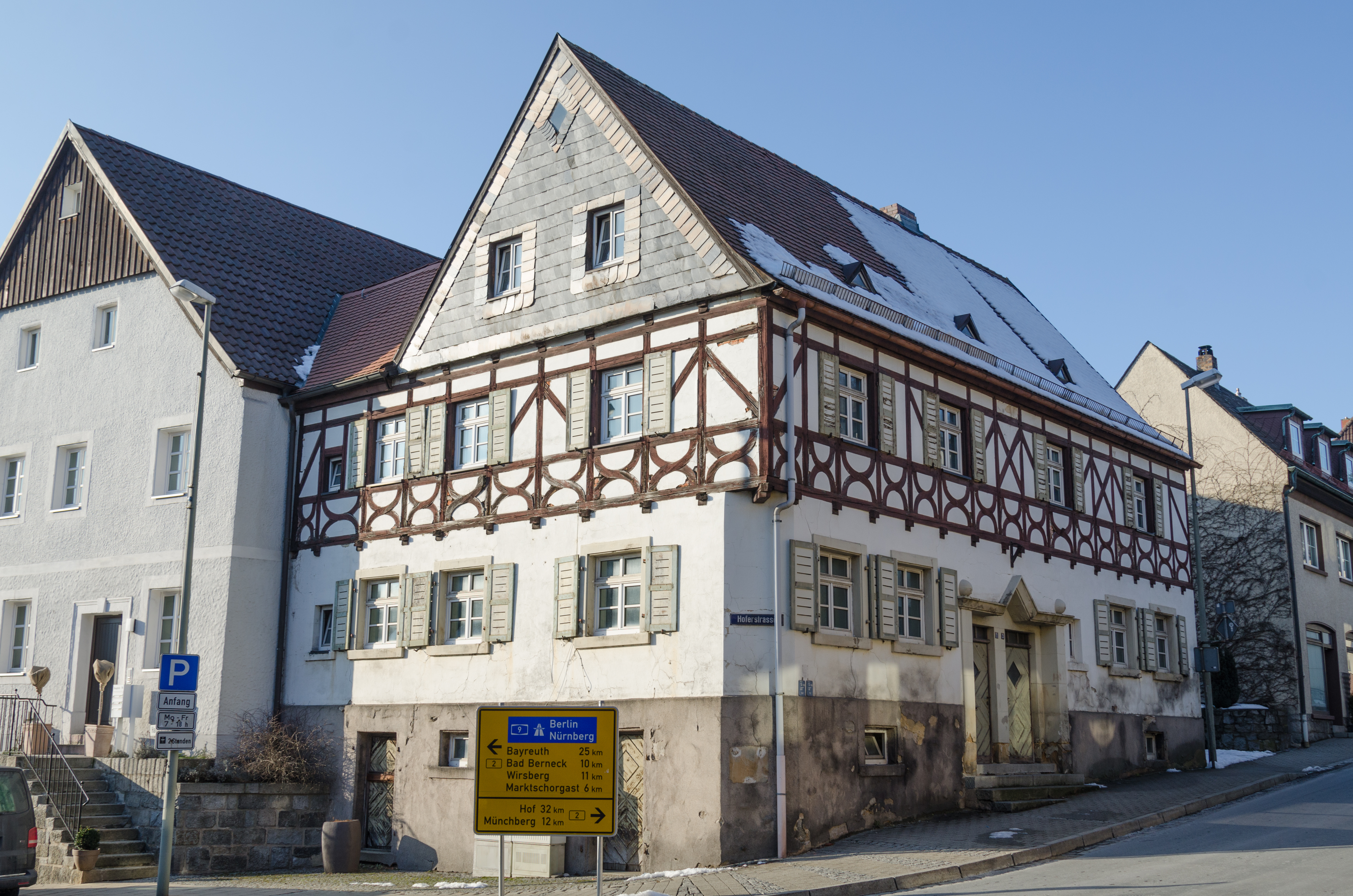
Hofer Straße 1
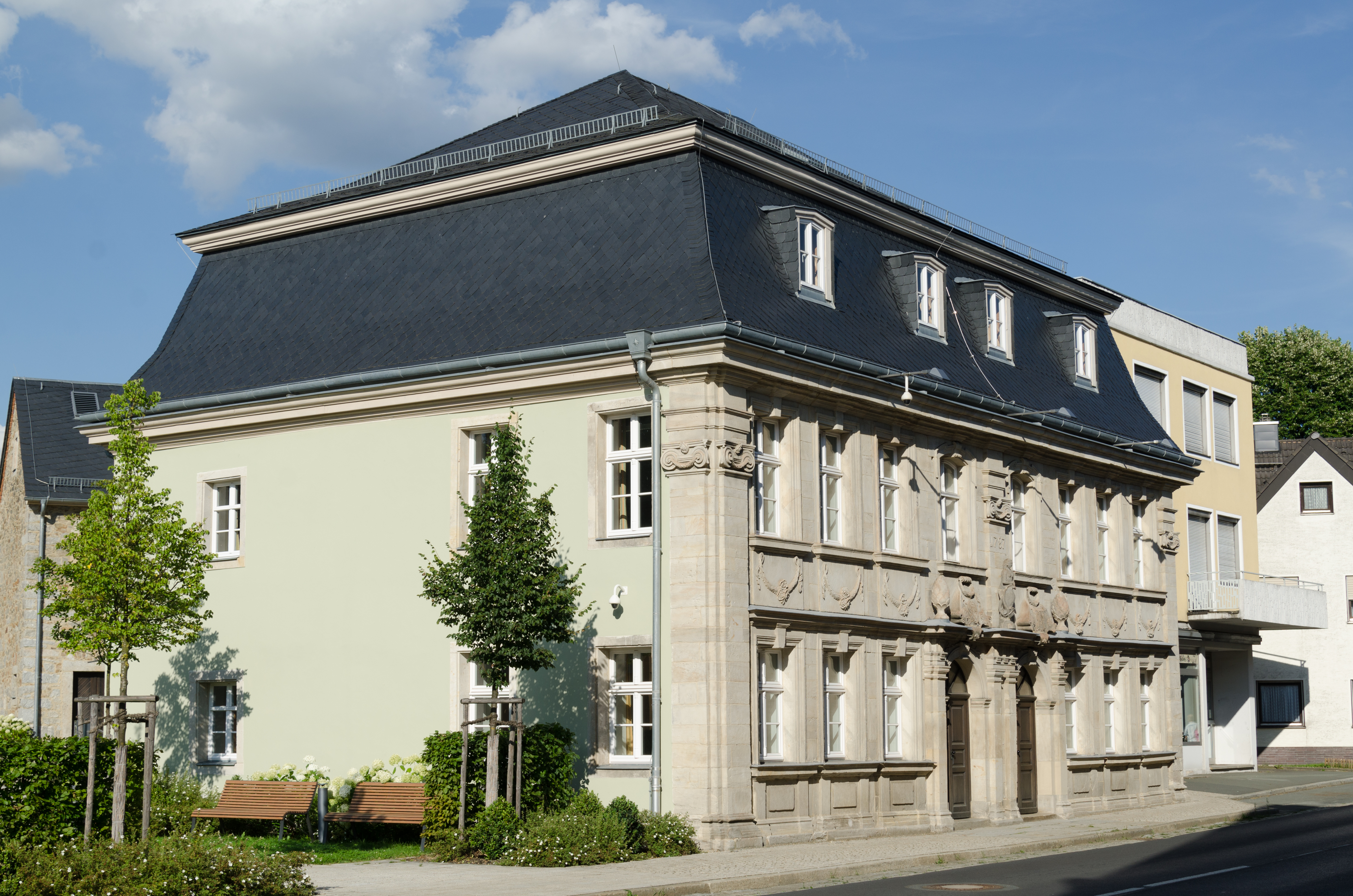
Künneth’sches Palais

### Regelmäßige Veranstaltungen
Vom Donnerstag vor dem zweiten Sonntag im Juli bis zum Montag danach findet jährlich das über die Region hinaus bekannte Volks- und Wiesenfest statt.

## Wirtschaft und Infrastruktur

### Verkehr
Straße
In Gefrees zweigte eine Altstraße über den Höllpass, Weißenstadt und Röslau nach Eger von der Via Imperii nach Osten ab, nach Westen verlief eine Hohe Straße über Burgkunstadt in Richtung Frankfurt am Main bzw. über Bamberg nach Würzburg.
Am 27. September 1936 erfolgte die Freigabe des Abschnittes Schleiz–Berneck der Reichsautobahn München–Berlin.
Die Staatsstraße 2180 führt über Böseneck zur Anschlussstelle 37 der Bundesautobahn 9 (3,2 km westlich) bzw. über Kornbach nach Weißenstadt (10,5 km östlich). Die Staatsstraße 2464 führt an Gottmannsberg vorbei nach Glasermühle zur Bundesstraße 303 (5,3 km südöstlich). Die Kreisstraße BT 48/HO 44 führt nach Lützenreuth (3,1 km südwestlich) bzw. nach Mödlenreuth (3,5 km nördlich). Die Kreisstraße BT 14/HO 19 führt an Wundenbach, Zettlitz und Grossenau vorbei nach Zell im Fichtelgebirge (7,3 km nordöstlich). Gemeindeverbindungsstraßen führen an Sand vorbei nach Witzleshofen (2,1 km nördlich) und an Grünstein vorbei nach Metzlersreuth (2,5 km südlich).
Schiene
Im Jahr 1900 wurde der Bau einer Eisenbahnstrecke genehmigt, am 5. Juli 1902 erreichte von Falls her der erste Zug den Ort. Der Bahnhof Gefrees lag an der Bahnstrecke Falls–Gefrees. Der Personenverkehr wurde am 30. September 1973 eingestellt. Am 31. Dezember 1993 wurde die Strecke stillgelegt und rückgebaut. 2005 wurde die letzte Eisenbahnanbindung, der Haltepunkt Falls, zuletzt nur noch Halt auf Zuruf, aufgelassen. Die nächstgelegenen Bahnhöfe sind Marktschorgast, Stammbach und Münchberg an der Bahnstrecke Bamberg–Hof, sie alle liegen oberhalb der Schiefen Ebene an der Kursbuchstrecke 850.

### Ansässige Unternehmen
Gefrees ist geprägt von der Textilindustrie. Ein Geschäftsbereich der Helsa Group International, der Ende der 1980er Jahre seine Aktivitäten mit der Entwicklung von Kabinenluftfiltern aufnahm, wurde 2004 an einen Finanzinvestor verkauft und firmierte seither unter dem Namen helsa-automotive GmbH & Co. KG. 2008 wurde helsa-automotive vom Ludwigsburger Automobilzulieferer MANN+HUMMEL GMBH übernommen. Die Maschinenfabrik und Eisengießerei Herold & Co. GmbH stellt Drehkolbenpumpen her für die Zucker-, Nahrungsmittel- und chemische Industrie. Die Firma Müller Stanz- u. Umformtechnik GmbH & Co. KG war ein weltweit agierender Hersteller von Pressen.

### Öffentliche Einrichtungen
- Stadthalle mit Hallenbad, Kegelbahn, Schießstand, Saal für Sport und Versammlungen, Tagungsräume und Restaurant

### Bildung
- Grund- und Hauptschule Gefrees
- Jacob-Ellrod-Schule, evangelische Ganztagsrealschule, gegründet 1967

## Persönlichkeiten

### Söhne und Töchter der Stadt
- Ernst Duschön (1904–1981), Politiker (NSDAP)
- Kurt Brey (* 1948), Architekt und Stadtplaner

### Persönlichkeiten, die in der Stadt gewirkt haben
- Heinrich Christian Funck (1771–1839), Apotheker und Botaniker